# Mr. Worldwide (mixtape)
Mr. Worldwide là mixtape chính thức thứ tư của nam ca sĩ nhạc rap Pitbull. Mixtape được phát hành miễn phí trên trang web chính thức của anh và một số trang web khác vào ngày 9 tháng 11 năm 2010.

## Danh sách ca khúc
1. Intro
2. Not An Alcoholic (hợp tác với DJ Laz)
3. Pearly Gates (hợp tác với Nayer)
4. Shut It Down (hợp tác với Akon)
5. Work It Out (hợp tác với Lil Jon)
6. Sexy Bitch (hợp tác với Akon)
7. Alright (hợp tác với Machel Montano)
8. Video Phone (hợp tác với Beyoncé)
9. Heart Beat Love (hợp tác với Janet Jackson)
10. Take Me Away (hợp tác với Kardinal Offishall)
11. Maldito Alcohol (hợp tác với Afrojack)
12. Watagatapitusberry(hợp tác với Black Point and Lil Jon)
13. El Sol Y Ya Playa (hợp tác với Monkey Black)
14. This Boy (hợp tác với Christina Milian)
15. Tik Tok (hợp tác với Ke$ha)
16. Fresh Out the Oven (hợp tác với Jennifer Lopez)
17. Ni Rosas Ni Jugetes (hợp tác với Paulina Rubio)
18. Go Crazy (hợp tác với Flo Rida & Lil Jon)
19. All About U
20. Juice Box
21. Hotel Room Service (Remix) (hợp tác với Nicole Scherzinger)
22. City Of Gods (hợp tác với Trick Daddy)
23. Floor On Fire (hợp tác với Lil Jon)
24. How Low (hợp tác với Ludacris & Ciara)
25. My City (hợp tác với Jarvis)